# Daedeok-myeon, Anseong
Daedeok-myeon (koreanska: 대덕면) är en socken i stadskommunen Anseong i provinsen Gyeonggi i den centrala delen av Sydkorea, 65 km söder om huvudstaden Seoul.